# 청주대성초등학교
청주대성초등학교는 대한민국 충청북도 청주시 청원구에 있는 사립 초등학교이다.

## 학교 연혁
- 1924.03.01 김원근, 김영근 선생 형제 대성 보통학교 설립
- 1924.05.05 개교
- 1942.09.07 의무교육 실시에 따라 대성 보통학교 공립에 병합
- 1964.01.22 학교법인 대성학원으로 명칭변경
- 1965.02.05 대성초등학교 부활설립
- 1991.04.11 학교법인 청석학원으로 명칭변경
- 2012.07.18 청주대성초등학교로 학교명칭이 변경됨

## 참고 자료
- 청주대성초등학교 - 한국교육학술정보원 학교알리미